# The American Mathematical Monthly
The American Mathematical Monthly або Американський математичний щомісячник — математичний журнал, заснований Бенджаміном Фінкелем у 1894 році. Він видається десять разів щороку Taylor & Francis для Математичної асоціації Америки (МАА).
Американський математичний щомісячник — це журнал, призначений для широкої аудиторії математиків — від студентів молодших курсів до професіоналів-дослідників. Статті обираються на основі інтересу для широкого загалу, переглядаються та редагуються за якістю викладу, а також за змістом. У цьому Американський математичний щомісячник виконує іншу роль, ніж типові журнали присвячені математичним дослідженням. Американський математичний щомісячник — це найбільш читаний журнал математики у світі за даними журналу JSTOR.
Зміст журналів з анотаціями статей за 1997—2010 роки доступні в Інтернеті [Архівовано 28 червня 2013 у Wayback Machine.].
MAA щороку присуджує нагороду Халмоша — Лестера Р. Форда «авторам статей з досконалим поясненням», що публікуються в «Американському математичному щомісячнику».

## Редактори
- 2017– : Сьюзен Коллі
- 2012—2016: Скотт Т. Чепмен
- 2007—2011: Даніель Дж. Веллеман
- 2002—2006: Брюс Палка
- 1997—2001: Роджер А. Горн
- 1992—1996: Джон Х. Юінг
- 1987—1991: Герберт С. Вільф
- 1982—1986: Пол Річард Халмош
- 1978—1981: Ральф Філіп Боас-молодший
- 1977—1978: Алекс Розенберг та Ральф Філіп Боас-молодший
- 1974—1976: Алекс Розенберг
- 1969—1973: Харлі Фландр
- 1967—1968: Роберт Абрагам Розенбаум
- 1962—1966: Фредерік Артур Фікен
- 1957—1961: Ральф Дункан Джеймс
- 1952—1956: Карл Барнетт Алендоерфер
- 1947—1951: Керролл Вінсент Ньюсом
- 1942—1946: Лестер Рендольф Форд
- 1937—1941: Елтон Джеймс Моултон
- 1932—1936: Вальтер Бакінгем Карвер
- 1927—1931: Вільям Генрі Бассі
- 1923—1926: Уолтер Бертон Форд
- 1922: Альберт Арнольд Беннет
- 1919—1921: Раймонд Клер Арчібальд
- 1918: Роберт Даніель Кармайкл
- 1916—1917: Герберт Еллсворт Слаут
- 1914—1915: Колегія редакторів: CH Ashton, RP Baker, WC Brenke, WH Bussey, W.DeW. Кернс, Флоріан Кахорі, Р. Д. Кармайкл, Д. Р. Куртіс, І. М. Делонг, Б. Ф. Фінкель, Е. Р. Гедрік, Л. К. Карпінський, Г. А. Міллер, В. Х.
- 1913: Герберт Еллсворт Слаут
- 1909—1912: Бенджамін Фінкель[en], Герберт Елсворт Слатч, Джордж Абрам Міллер
- 1907—1908: Бенджамін Франклін Фінкель, Герберт Елсворт Слаут
- 1905—1906: Бенджамін Франклін Фінкель, Леонард Юджин Діксон, Олівер Едмундс Гленн
- 1904: Бенджамін Франклін Фінкель, Леонард Юджин Діксон, Сол Епстін
- 1903: Бенджамін Франклін Фінкель, Леонард Юджин Діксон
- 1894—1902: Бенджамін Франклін Фінкель, Джон Марвін Коло